# Liste der Johannes-Nepomuk-Darstellungen im Bezirk Bruck an der Leitha
Der 1729 heiliggesprochene Johannes Nepomuk gilt nach Maria und Josef als der am dritthäufigsten dargestellte Heilige in Österreich. An zahlreichen Standorten gibt es Johannes-Nepomuk-Darstellungen im niederösterreichischen Bezirk Bruck an der Leitha.
Erst nach Böhmen, aber noch vor dessen Selig- oder Heiligsprechung, setzte in Niederösterreich jene Verehrung Johannes Nepomuks ein, die sich in Form von Statuen und Bildern dokumentiert. Gemessen an der großen Zahl plastischer und bildhafter Darstellungen ist die Zahl der Johannes Nepomuk geweihten Kirchen im Bezirk Bruck an der Leitha allerdings verschwindend gering.

## Standorte
| Foto |                 | Objekt                                                 | Standort                       | Künstler | Baujahr | Beschreibung |
| ---- | --------------- | ------------------------------------------------------ | ------------------------------ | -------- | ------- | --- |
| ja   | Datei hochladen | Statue Johannes Nepomuk                                | Au am Leithaberge ·            |          |         | Bei der Mauer des Friedhofs von Au am Leithaberge steht in einer Nischenkapelle eine Statue Johannes Nepomuks aus dem dritten Viertel des 18. Jahrhunderts. |
| BW   | Datei hochladen | Statue Johannes Nepomuk                                | Au am Leithaberge ·            |          |         | In einer Nische der Unteren Edelmühle steht eine mit 1831 datierte Statue Johannes Nepomuks. |
| ja   | Datei hochladen | Nischenfigur Johannes Nepomuk                          | Bruck an der Leitha ·          |          |         | An der Außenseite der Pfarrkirche Bruck an der Leitha befindet sich über dem Portal eine monumentale Gruppe, die Glorie Johannes Nepomuks darstellend. Den Sockel bildet ein Relief mit einer Darstellung des Brückensturzes. |
| ja   | Datei hochladen | Statue Johannes Nepomuk                                | Bruck an der Leitha ·          |          |         | Auf einem Seitenaltar der Pfarrkirche Bruck an der Leitha befindet sich ein GlasSarkophag mit einer Figur Johannes Nepomuks. |
|      | Datei hochladen | Statue Johannes Nepomuk                                | Bruck an der Leitha            |          |         | Unter der Empore der Pfarrkirche Bruck an der Leitha steht eine Statue Johannes Nepomuks aus der Zeit um 1770 bis 1780. |
|      | Datei hochladen | Statue Johannes Nepomuk                                | Bruck an der Leitha            |          |         | In einer Nische eines Hauses auf dem Hauptplatz von Bruck an der Leitha steht eine polychromierte Statuette Johannes Nepomuks. |
| ja   | Datei hochladen | Statue Johannes Nepomuk                                | Bruck an der Leitha ·          |          |         | Auf dem Dr.-Theodor-Körner-Platz von Bruck an der Leitha steht eine Mariensäule, die 1713 gestiftet und errichtet wurde. Darstellungen der heiligen Martin, Sebastian, Rochus und Johannes Nepomuk bilden die Sockelfiguren. |
| ja   | Datei hochladen | Nischenfigur Johannes Nepomuk                          | Bruck an der Leitha ·          |          |         | In der Fassade eines Hauses in der Burgenlandstraße befinden sich im Obergeschoß Muschelnischen mit aus dem dritten Drittel des 18. Jahrhunderts stammenden Darstellungen der heiligen Florian und Johannes Nepomuk als Nischenfiguren. |
| ja   | Datei hochladen | Relief Johannes Nepomuk                                | Bruck an der Leitha ·          |          |         | In der Höfleiner Straße von Bruck an der Leitha steht ein mit 1626 datierter kolossaler Sockelpfeiler. Er trägt Reliefs mit Darstellungen des heiligen Leopold, Maria mit dem Kind, die Krönung Mariens und Johannes Nepomuks. |
| ja   | Datei hochladen | Statue Johannes Nepomuk                                | Bruck an der Leitha ·          |          |         | Bei der über den Leithakanal führenden Brücke an der Lagerstraße steht eine Statue Johannes Nepomuks aus dem zweiten Viertel des 18. Jahrhunderts. |
| ja   | Datei hochladen | Statue Johannes Nepomuk                                | Bruck an der Leitha ·          |          |         | Bei der über den Leithakanal führenden Brücke am Leithagürtel steht eine Statue Johannes Nepomuks aus dem zweiten Viertel des 18. Jahrhunderts. |
|      | Datei hochladen | Statue Johannes Nepomuk                                | Deutsch-Haslau                 |          |         | Bei der Brücke über die Leitha bei Deutsch-Haslau steht eine beschädigte Statue Johannes Nepomuks aus dem zweiten Viertel des 18. Jahrhunderts. |
| BW   | Datei hochladen | Statue Johannes Nepomuk                                | Enzersdorf an der Fischa ·     |          |         | Vor der Pfarrkirche von Enzersdorf an der Fischa steht eine 1713 von Bartholomäus von Tinti und seiner Frau Katharina gestiftete Pest- und Dreifaltigkeitssäule. Unter den dargestellten Heiligen befindet sich auch Johannes Nepomuk. |
| ja   | Datei hochladen | Nischenfigur Johannes Nepomuk                          | Enzersdorf an der Fischa ·     |          |         | An der Fassade der Pfarrkirche von Enzersdorf an der Fischa befindet sich an der Westfassade drei Nischen mit Statuen von Heiligen. Eine davon stellt Johannes Nepomuk dar. |
| ja   | Datei hochladen | Statue Johannes Nepomuk                                | Enzersdorf an der Fischa ·     |          |         | Bei der Brücke über die Fischa bei der ehemaligen Schlossmühle (heute Vereinigte Walzmühlen) am westlichen Ortsende von Enzersdorf an der Fischa steht eine Ende des 19. Jahrhunderts errichtete Nischenkapelle mit einer Statue Johannes Nepomuks. |
| ja   | Datei hochladen | Statue Johannes Nepomuk HERIS-ID: 8245 Objekt-ID: 4194 | Fischamend ·                   |          |         | Vor dem Pfarrhof von Fischamend steht eine Statue Johannes Nepomuks aus der Zeit zwischen 1720 und 1730. |
| ja   | Datei hochladen | Statue Johannes Nepomuk HERIS-ID: 8248 Objekt-ID: 4197 | Fischamend ·                   |          |         | In einer Nischenkapelle in der Gartenmauer des Hauses Neusiedlerstraße 23 befindet sich eine Figurengruppe mit einem knienden Johannes Nepomuk, zwei Putten und zwei Köpfen von Putten. |
| ja   | Datei hochladen | Statue Johannes Nepomuk                                | Gerhaus ·                      |          |         | Vor dem Haus Dorfstraße 4 in Gerhaus steht eine Statue Johannes Nepomuks aus der zweiten Hälfte des 19. Jahrhunderts. |
| BW   | Datei hochladen | Statue Johannes Nepomuk                                | Göttlesbrunn ·                 |          |         | An dem Richtung Bruck an der Leitha befindlichen Ortsende steht eine Nischenkapelle mit einer Statue Johannes Nepomuks aus der Zeit um 1740. |
|      | Datei hochladen | Statue Johannes Nepomuk                                | Göttlesbrunn                   |          |         | An der Straße von Göttlesbrunn nach Bruck an der Leitha steht eine mit 1791 datierte Statue Johannes Nepomuks. |
|      | Datei hochladen | Statue Johannes Nepomuk                                | Gramatneusiedl                 |          |         | Auf dem rechten Seitenaltar der Pfarrkirche von Gramatneusiedl befindet sich ein Gemälde Johannes Nepomuks. |
| ja   | Datei hochladen | Statue Johannes Nepomuk HERIS-ID: 8293 Objekt-ID: 4243 | Gramatneusiedl ·               |          | 1730    | Im Chorwinkel der Pfarrkirche steht eine Statue des Heiligen aus dem Jahr 1730. |
| ja   | Datei hochladen | Statue Johannes Nepomuk                                | Hainburg an der Donau ·        |          |         | Auf dem Johannes-Nepomuk-Altar im linken Querschiff der Pfarrkirche von Hainburg an der Donau befindet sich eine Darstellung des Heiligen als Mittelfigur. |
| ja   | Datei hochladen | Statue Johannes Nepomuk                                | Hainburg an der Donau ·        |          |         | Auf dem Hauptplatz von Hainburg an der Donau steht neben der Pfarrkirche eine Statue Johannes Nepomuks aus dem zweiten Viertel des 18. Jahrhunderts. Der ursprüngliche Standort der Heiligenstatue, die nach dem Zweiten Weltkrieg unter Gerümpel gefunden wurde, ist nicht bekannt. Der Bildhauer Viktor Hammer fertigte aus Kunststeinguss einen Sockel mit Wasserbecken an. Die Statue wurde anschließend neben der Pfarrkirche aufgestellt und 2010 renoviert. |
| ja   | Datei hochladen | Statue Johannes Nepomuk                                | Hainburg an der Donau ·        |          |         | Westlich des Wiener Tores von Hainburg an der Donau befindet sich in der Landstraße eine von den Bürgern der Stadt im Jahr 1732 errichtete Johannes-Nepomuk-Kapelle. Eine letztmalige Renovierung erfolgte im Jahr 2000. Vor der Niederösterreichischen Landesausstellung im Jahr 2011 wurde sie einer Generalsanierung unterzogen. |
| ja   | Datei hochladen | Statue Johannes Nepomuk HERIS-ID: 8364 Objekt-ID: 4317 | Himberg ·                      |          |         | Bei der Brücke über den Kalten Gang in Himberg steht eine Statue Johannes Nepomuks aus dem zweiten Viertel des 18. Jahrhunderts. |
|      | Datei hochladen | Statue Johannes Nepomuk                                | Höflein                        |          |         | In der Pfarrkirche von Höflein befindet sich eine aus dem Anfang des 18. Jahrhunderts stammende Darstellung Johannes Nepomuks als Konsolstatue. |
| ja   | Datei hochladen | Statue Johannes Nepomuk                                | Kledering ·                    |          |         | Bei der Kirche von Kledering steht eine Statue Johannes Nepomuks aus dem zweiten Viertel des 18. Jahrhunderts. |
| ja   | Datei hochladen | Statue Johannes Nepomuk HERIS-ID: 8420 Objekt-ID: 4374 | Leopoldsdorf ·                 |          |         | Auf dem Weg zum Schloss Leopoldsdorf steht am Anfang der Schlossstraße eine Statue Johannes Nepomuks. |
| ja   | Datei hochladen | Gemälde Johannes Nepomuk                               | Mannersdorf am Leithagebirge · |          |         | Auf dem rechten Seitenaltar der Pfarrkirche von Mannersdorf am Leithagebirge befinden sich ein mit A. Bathyany 1839 bezeichnetes Altarbild mit einer Darstellung Johannes Nepomuks. Der Altartisch ist mit einem Relief des Martyriums des Heiligen versehen. |
| ja   | Datei hochladen | Statue Johannes Nepomuk                                | Mannersdorf am Leithagebirge · |          |         | In der zur ehemaligen Karmeliter-Einsiedelei St. Anna in der Wüste führenden Allee steht eine aus der Zeit um 1740 stammende Statue Johannes Nepomuks. An ihrem Sockel befinden sich das Wappen des Klosters, eine Inschrift mit Chronogramm und schmückendes Fruchtgehänge. |
| ja   | Datei hochladen | Statue Johannes Nepomuk                                | Mannersdorf am Leithagebirge · |          |         | Auf dem Schubertplatz steht eine Johannes-Nepomuk-Kapelle mit einer Statue des Heiligen. |
|      | Datei hochladen | Statue Johannes Nepomuk                                | Margarethen am Moos            |          |         | In der Pfarrkirche von Margarethen am Moos befindet sich eine Statue Johannes Nepomuks aus dem zweiten Viertel des 18. Jahrhunderts. |
| BW   | Datei hochladen | Statue Johannes Nepomuk                                | Margarethen am Moos ·          |          |         | Bei der Brücke über den Reisenbach im Zuge der Heidestraße befindet sich eine 1842 von Anna und Karl Plentner gestiftete und Johannes Nepomuk geweihte Wegkapelle. |
| ja   | Datei hochladen | Statue Johannes Nepomuk                                | Maria-Lanzendorf ·             |          |         | Beim Pfarrhof von Maria Lanzendorf steht auf einem geschwungenen Piedestal mit Wappenkartusche und Löwen eine Statue Johannes Nepomuks aus dem zweiten Viertel des 18. Jahrhunderts. |
| ja   | Datei hochladen | Statue Johannes Nepomuk                                | Moosbrunn ·                    |          |         | Bei der Brücke über die Piesting in Moosbrunn steht eine Statue Johannes Nepomuks aus der Mitte des 18. Jahrhunderts. |
|      | Datei hochladen | Statue Johannes Nepomuk                                | Petronell-Carnuntum            |          |         | In der Schlosskapelle von Schloss Petronell befindet sich ein Gemälde Johannes Nepomuks. |
| ja   | Datei hochladen | Statue Johannes Nepomuk                                | Petronell-Carnuntum ·          |          |         | An der Fassade des sogenannten Johanneshofs an der Kreuzung Brucker Gasse / Johannesgasse befindet sich eine neugotische Nischenkapelle mit einer Statue Johannes Nepomuks. Datiert ist diese mit 1818. |
| ja   | Datei hochladen | Statue Johannes Nepomuk                                | Petronell-Carnuntum ·          |          |         | Auf dem Hauptplatz von Petronell befindet sich eine aus der Zeit um 1698/1699 stammende Dreifaltigkeitssäule mit Darstellungen der heiligen Karl Borromäus, Ulrich und Johannes Nepomuk als Sockelfiguren. |
| BW   | Datei hochladen | Nischenfigur Johannes Nepomuk                          | Prellenkirchen ·               |          |         | Rechts vom Haustor eines Hauses in der Unteren Hauptstraße befindet sich eine kleine Rundbogennische mit einer kleinen Figur Johannes Nepomuks. |
| ja   | Datei hochladen | Statue Johannes Nepomuk                                | Prellenkirchen ·               |          |         | In der Pamaer Straße von Prellenkirchen befindet sich zwischen Bäumen eine 1773 errichtete Johannes-Nepomuk-Kapelle mit einer Statue des Heiligen. |
| ja   | Datei hochladen | Statue Johannes Nepomuk HERIS-ID: 8711 Objekt-ID: 4669 | Rannersdorf ·                  |          |         | Beim Schloss Rothmühle in Rannersdorf steht eine Statue Johannes Nepomuks aus dem zweiten Viertel des 18. Jahrhunderts. |
| ja   | Datei hochladen | Statue Johannes Nepomuk                                | Rannersdorf ·                  |          |         | In der Möwengasse in Rannersdorf steht eine Statue Johannes Nepomuks aus dem zweiten Viertel des 18. Jahrhunderts. Die Kapelle steht unter Denkmalschutz. |
| ja   | Datei hochladen | Statue Johannes Nepomuk                                | Rauchenwarth ·                 |          | 1719    | Bei der Kapelle Maria Bründl steht eine Statue Johannes Nepomuks aus dem Jahr 1719. |
|      | Datei hochladen | Statue Johannes Nepomuk                                | Regelsbrunn                    |          |         | Beim Gasthaus von Regelsbrunn steht eine Nischenkapelle mit einer Statuette Johannes Nepomuks. |
|      | Datei hochladen | Statue Johannes Nepomuk                                | Rohrau                         |          |         | Auf dem linken Seitenaltar der Pfarrkirche von Rohrau befindet sich ein aus der Zeit um 1750 von Michelangelo Unterberger geschaffenes Altarbild mit der Darstellung der Glorie des Johannes Nepomuks. |
| ja   | Datei hochladen | Statue Johannes Nepomuk                                | Rohrau ·                       |          |         | Bei der Brücke zum Schloss Rohrau steht eine um 1722 entstandene Statue Johannes Nepomuks. Scharndorf: |
| BW   | Datei hochladen | Nischenfigur Johannes Nepomuk                          | Scharndorf ·                   |          |         | In der Nische eines Hauses in der Kirchengasse befindet sich eine Figur Johannes Nepomuks. |
| BW   | Datei hochladen | Statue Johannes Nepomuk                                | Schwadorf ·                    |          |         | In der Brucker Straße in Schwadorf steht an der Fischa eine 1759 errichtete Johannes-Nepomuk-Kapelle mit einer Statue des Heiligen. |
|      | Datei hochladen | Statue Johannes Nepomuk                                | Schwechat                      |          |         | In der Kirche von Kleinschwechat in Schwechat befindet sich auf dem linken Seitenaltar ein Altarbild mit einer Darstellung Johannes Nepomuks. |
| ja   | Datei hochladen | Statue Johannes Nepomuk                                | Schwechat ·                    |          | 1720    | An der Ostwand der Friedhofskapelle von Schwechat befindet sich eine Statue Johannes Nepomuks aus der Zeit um 1720. |
|      | Datei hochladen | Statue Johannes Nepomuk                                | Schwechat                      |          |         | In der Kapelle der Thurnmühle in der Schlossmühlgasse befindet sich ein aus der Mitte des 18. Jahrhunderts stammendes und von Josef Ignaz Mildorfer geschaffenes Altargemälde mit Darstellungen der heiligen Sebastian, Rochus von Montpellier, Rosalia, Florian von Lorch und Johannes Nepomuk vor der heiligen Dreifaltigkeit. |
| ja   | Datei hochladen | Statue Johannes Nepomuk HERIS-ID: 8693 Objekt-ID: 4650 | Schwechat ·                    |          |         | Im Park bei der Uferpromenade der Schwechat in Schwechat steht eine Statue Johannes Nepomuks aus der Mitte des 18. Jahrhunderts. |
|      | Datei hochladen | Statue Johannes Nepomuk                                | Schwechat                      |          |         | In der Himberger Straße in Schwechat steht eine Kapelle mit einer Statue Johannes Nepomuks aus dem zweiten Viertel des 18. Jahrhunderts. |
| ja   | Datei hochladen | Statue Johannes Nepomuk HERIS-ID: 8698 Objekt-ID: 4655 | Schwechat ·                    |          | 1750    | Im Rathauspark steht eine Statue aus der Zeit um 1750. |
| ja   | Datei hochladen | Statue Johannes Nepomuk                                | Velm ·                         |          |         | An der Nordseite der Kirche von Velm befindet sich eine Nische mit einer Statue Johannes Nepomuks aus dem zweiten Viertel des 18. Jahrhunderts. Die hier befindliche Heiligenfigur verfügt über acht Sterne. |
|      | Datei hochladen | Statue Johannes Nepomuk                                | Wienerherberg                  |          |         | In der Pfarrkirche von Wienerherberg befindet sich eine Darstellung Johannes Nepomuks aus der Mitte des 18. Jahrhunderts als Konsolstatue. |
| ja   | Datei hochladen | Statue Johannes Nepomuk HERIS-ID: 8233 Objekt-ID: 4182 | Wienerherberg ·                |          |         | Bei der Pfarrkirche von Wienerherberg steht eine Statue Johannes Nepomuks aus dem zweiten Viertel des 18. Jahrhunderts. Die Statue steht unter Denkmalschutz. |
| BW   | Datei hochladen | Statue Johannes Nepomuk                                | Wildungsmauer ·                |          |         | In Wildungsmauer steht eine mit 1864 datierte Nischenkapelle mit einer Statue Johannes Nepomuks. |
| ja   | Datei hochladen | Statue Johannes Nepomuk                                | Wilfleinsdorf ·                |          |         | Auf einem nördlich von Wilfleinsdorf befindlichen Feldweg steht ein Bildstock Johannes Nepomuks mit einer Statuette des Heiligen. |
| ja   | Datei hochladen | Statue Johannes Nepomuk                                | Wolfsthal ·                    |          |         | Vor der Kirche von Wolfsthal steht eine Statue Johannes Nepomuks aus dem Jahr 1735. |
| ja   | Datei hochladen | Statue Johannes Nepomuk HERIS-ID: 8719 Objekt-ID: 4677 | Zwölfaxing ·                   |          | 1703    | Bei der Brücke im Zuge der Stöcklstraße in Zwölfaxing steht eine mit 1703 datierte Statue Johannes Nepomuks. |